# Вулиця Тетяни Яблонської
Ву́лиця Тетя́ни Ябло́нської — вулиця в Солом'янському районі міста Києва, місцевості Караваєві дачі, Новокараваєві дачі. Пролягає від вулиці Миколи Голего до Польової вулиці. 
Прилучаються вулиці Комбайнерів і Професора Караваєва.

## Історія
Вулиця виникла у першій половині XX століття під назвою Великозалізнична, з 1963 року — вулиця Землячки, на честь радянського партійного і державного діяча Розалії Землячки (Залкінд). Сучасна назва на честь української художниці Тетяни Яблонської — з 2005 року.